# Państwowy Instytut Weterynaryjny – Państwowy Instytut Badawczy
Państwowy Instytut Weterynaryjny – Państwowy Instytut Badawczy – instytut badawczy podległy ministrowi Rolnictwa i Rozwoju Wsi, posiadający od 2003 roku status państwowego instytutu badawczego.

## Historia
Państwowy Instytut Weterynaryjny powstał w 1945 r. jako jednostka badawczo-rozwojowa Ministerstwo Rolnictwa i Rozwoju Wsi. W 2003 uzyskał status państwowego instytutu badawczego. Jest jedyną tego typu placówką w Polsce.

## Działalność
Podstawowe funkcje, jakie pełni instytut to prowadzenie badań naukowych w zakresie medycyny weterynaryjnej ze szczególnym uwzględnieniem diagnostyki i profilaktyki chorób zakaźnych, w tym chorób odzwierzęcych, oraz higieny i toksykologii żywności pochodzenia zwierzęcego. Ponadto Instytut prowadzi dokształcanie podyplomowe oraz specjalizacyjne dla lekarzy weterynarii w Weterynaryjnym Centrum Kształcenia Podyplomowego, jest krajowym ośrodkiem referencyjnym w zakresie oceny sytuacji epidemiologicznej w kraju i monitorowania pozostałości ksenobiotyków w żywności pochodzenia zwierzęcego, prowadzi urzędową kontrolę i badania przedrejestracyjne weterynaryjnych preparatów biologicznych, sprawuje nadzór merytoryczny nad zakładami higieny weterynaryjnej oraz pełni rolę doradcy naukowego administracji weterynaryjnej.

## Organizacja
W skład Instytutu wchodzą zakłady i pracownie reprezentujące określone dyscypliny weterynaryjne, jak: mikrobiologia weterynaryjna, biochemia zwierząt, patologia weterynaryjna, toksykologia weterynaryjna, fizjopatologia rozrodu, higiena żywności pochodzenia zwierzęcego i higiena pasz oraz zakłady chorób poszczególnych gatunków zwierząt (bydło, owce, konie, świnie, drób, psy, koty, zwierzęta futerkowe, ryby, pszczoły), a także zakłady prowadzące badania nad istotnymi dla hodowli chorobami (np. pryszczyca).
Największy kompleks budynków mieści się w Puławach, a pozostałe w Bydgoszczy i Zduńskiej Woli.

## Badania
Podstawowa tematyka badawcza Instytutu dotyczy: diagnostyki i profilaktyki chorób zakaźnych i pasożytniczych, etiologii, higieny żywności pochodzenia zwierzęcego, toksykologii i farmakologii weterynaryjnej, patologii rozrodu i chorób gruczołu mlekowego, patofizjologii zwierząt.
Instytut dysponuje nowocześnie wyposażonymi laboratoriami badawczymi oraz wysoce wykwalifikowaną kadrą naukową. Swoje osiągnięcia naukowe, a także najnowsze zdobycze nauk weterynaryjnych, Instytut upowszechnia w formie publikacji, instrukcji i opracowań monograficznych.
Instytut wydaje czasopismo naukowe w języku angielskim: Bulletin of the Veterinary Institute in Pulawy, w którym zamieszczane są oryginalne prace naukowe. Jest ono wysyłane do wielu ośrodków naukowych w kraju i na świecie.
Rada Naukowa PIW-etu ma prawo nadawania stopni: doktora nauk weterynaryjnych oraz doktora habilitowanego nauk weterynaryjnych. Biblioteka naukowa Instytutu dysponuje bogatym zbiorem książek (około 30 000 egzemplarzy) i czasopism (ponad 700 tytułów) z zakresu medycyny weterynaryjnej i dyscyplin pokrewnych (wypożyczenia międzybiblioteczne).
W styczniu 2007 r. nowe budynki, wybudowane głównie z funduszy europejskich zostały „zasiedlone” przez naukowców, i prawdopodobnie jest to na tę chwilę najnowocześniejsze i spełniające wszelkie możliwe normy laboratorium referencyjnego w dziedzinie nauk weterynaryjnych i ogólnie nauk medycznych w Polsce.

## Pracownicy
W przeszłości w Instytucie pracował m.in. prof. Bronisław Kocyłowski.
Dyrekcja:
- Dyrektor: prof. dr hab. Stanisław Winiarczyk[2]
- Zastępca dyrektora ds. naukowych: prof. dr hab. Mirosław Polak[3]
- Zastępca dyrektora ds. współpracy i rozwoju: mgr Ewa Sosnówka-Tkaczyk, MBA

Zakłady naukowe i ich kierownicy:
- Zakład Analiz Omicznych – prof. dr hab. Dariusz Wasyl
- Zakład Anatomii Patologicznej – prof. dr hab. Michał Reichert
- Zakład Biochemii – prof. dr hab. Jacek Kuźmak
- Zakład Chorób Bydła i Owiec – prof. dr hab. Dariusz Bednarek
- Zakład Chorób Drobiu – dr hab. Krzysztof Śmietanka, prof. PIWet
- Zakład Chorób Pszczół – lek. wet. Andrzej Bober
- Zakład Chorób Ryb – prof. dr hab. Michał Reichert
- Zakład Chorób Świń – p.o. dr Katarzyna Podgórska
- Zakład Epidemiologii i Oceny Ryzyka – p.o. mgr Łukasz Bocian
- Zakład Farmacji Weterynaryjnej – prof. dr hab. Beata Cuvelier-Mizak
- Zakład Farmakologii i Toksykologii – dr hab. Piotr Jedziniak, prof. PIWet
- Zakład Higieny Pasz – prof. dr hab. Krzysztof Kwiatek
- Zakład Higieny Żywności Pochodzenia Zwierzęcego – prof. dr hab. Jacek Osek
- Zakład Mikrobiologii – prof. dr hab. Krzysztof Szulowski
- Zakład Parazytologii i Chorób Inwazyjnych – prof. dr hab. Tomasz Cencek
- Zakład Pryszczycy w Zduńskiej Woli – dr Andrzej Kęsy
- Zakład Radiobiologii – dr Małgorzata Warenik-Bany
- Zakład Wirusologii – prof. dr hab. Jerzy Rola
- Zakład Wirusologii Żywności i Środowiska – prof. dr hab. Artur Rzeżutka[3]

Pracownie:
- Laboratorium Diagnostyki Serologicznej – dr hab. Monika Szymańska-Czerwińska prof. PIWet[3].

Skład Rady Naukowej X kadencji (2017-2021):
- dr hab. Zbigniew Arent – UR Kraków
- prof. dr hab. Dariusz Bednarek – PIWet-PIB Puławy
- dr inż. Tadeusz Blicharski – IGHZ PAN Jastrzębiec
- dr hab. Tomasz Cencek – PIWet-PIB Puławy
- mgr Witold Choiński – ZPM Warszawa
- dr hab. Katarzyna Domańska-Blicharz – PIWet-PIB Puławy
- mgr Szymon Giżyński – MRiRW Warszawa
- prof. dr hab. Zbigniew Grądzki – UP Lublin
- prof. dr hab. Eugeniusz Grela – UP Lublin
- prof. dr hab. Jarosław Horbańczuk – IGHZ PAN Jastrzębiec
- prof. dr hab. Jerzy Jaroszewski – UWM Olsztyn
- dr hab. Jacek Karamon – PIWet-PIB Puławy
- prof. dr hab. Andrzej Koncicki – UWM Olsztyn
- dr hab. Wojciech Kozdruń – PIWet-PIB Puławy
- prof. dr hab. Krzysztof Kwiatek – PIWet-PIB Puławy
- prof. dr hab. Ryszard Maciejewski – UM Lublin
- lek. wet. Paweł Niemczuk – GIW Warszawa
- mgr inż. Dariusz Pomykała – CDR o/Radom
- prof. dr hab. Andrzej Posyniak – PIWet-PIB Puławy
- prof. dr hab. Jerzy Rola – PIWet-PIB Puławy
- prof. dr hab. Artur Rzeżutka – PIWet-PIB Puławy
- mgr inż. Tamara Siecińska – ODR Końskowola
- dr hab. Marcin Smreczak – PIWet-PIB Puławy
- prof. dr hab. Wojciech Szweda – UWM Olsztyn
- dr hab. Krzysztof Śmietanka – PIWet-PIB Puławy
- dr Tomasz Śniegocki – PIWet-PIB
- dr hab. Grzegorz Tomczyk – PIWet-PIB Puławy
- prof. dr hab. Dariusz Wasyl – PIWet-PIB Puławy
- dr hab. Grzegorz Woźniakowski – PIWet-PIB Puławy
- mgr Magdalena Zasępa – MRiRW Warszawa[3]